# فابیو جونیور پریرا
فابیو جونیور پریرا (به پرتغالی: Fábio Júnior Pereira) بازیکن فوتبال در پست مهاجم اهل برزیل است که در شهر Manhuaçu و در تاریخ ۲۰ نوامبر ۱۹۷۷ به دنیا آمده‌است.

## باشگاهی
فابیو جونیور پریرا در تیم‌های فوتبال کروزیرو، آ. اس. رم، کروزیرو، پالمیراس، کروزیرو و ویتوریا گیمارش سابقهٔ حضور دارد.

## تیم ملی
این بازیکن همچنین در سال، ۱۹۹۹ – ۲۰۰۰ برای، تیم ملی فوتبال زیر ۲۳ سال برزیل به میدان رفته‌است